# Wolfgang Beinert (Grafiker)
Wolfgang Beinert (* 6. Oktober 1960 in Frankfurt am Main) ist ein deutscher Grafikdesigner und Typograf.
Neben seinem Wirken als Theoretiker der Typografie wurde er insbesondere als Grafiker bekannt. So wurde er 2002 von Graphis New York zu den wichtigen europäischen Grafikdesignern gezählt. Seine Arbeiten wurden u. a. auf der Buchmesse Frankfurt, in der Ginza Graphic Gallery in Tokyo, auf dem London Design Festival und auf der Designweek in Istanbul ausgestellt. 2001 widmete ihm das Goethe-Institut Inter Nationes unter Hilmar Hoffmann als erstem Grafikdesigner eine Retrospektive. Wolfgang Beinert gilt als Kritiker der Werbe- und Designbranche. Er lebt und arbeitet  in Berlin.

## Leben
Wolfgang Beinert wurde als ältester von drei Brüdern geboren. Er ist der Enkel des Opernsängers Paul Beinert. Seine Kindheit verbrachte er in Hindelang in den Allgäuer Alpen. Als Siebenjähriger bekam er von einem Freund der Familie seine erste Kamera geschenkt, eine Agfa Box, und begann zu fotografieren. In den 70er Jahren besuchte er das humanistische Gymnasium bei Sankt Stephan und das zugehörige Benediktiner-Internat St. Joseph in Augsburg. Dort entdeckte er seine Vorliebe für das Gestalten. 
Ende der 1970er Jahre gewann er erstmals einen renommierten Wettbewerb, veranstaltet von Ilford. Es folgte die Aufnahme an der Filmhochschule in München. 1990 gründete er eine  Werbeagentur in Augsburg, 1992 ein Grafikstudio. Er lernte bei der Typographischen Gesellschaft München den Typografen Günter Gerhard Lange kennen, der ihn für die Typografie begeisterte. Mitte 1994 zog Beinert in die Via Gregoriana nach Rom, dann um 1999 nach München-Schwabing, wo er ein Atelier eröffnete. 2001 veröffentlichte er das Typolexikon. 2003 gründete er in München die Typoakademie. Von 2004 bis 2006 lehrte er an der Hochschule München. 
2007 zog er nach Berlin. 2010 initiierte er das Designcenter Berlin, eine Initiative zur Förderung der Berliner Designwirtschaft. 2013 wurde es in Berliner Gestalten umbenannt und fungiert nun als eine unabhängige Bürgerinitiative, die ehrenamtliches, soziales und bürgerliches Engagement für Berlin fördert und ermöglicht.

## Grafischer Stil
Zu seinen grafischen Auftragsarbeiten gehören z. B. das Erscheinungsbild für das Goethe-Institut Anfang der 1990er Jahre, seine Arbeiten für Leica, Chanel, amnesty international, Club of Rome und Gmund Büttenpapier. Beinerts Arbeiten gelten als „exklusiv, obsessiv, stringent, reduziert, feinsinnig und virtuos und sie zeichnen sich durch eine ungewöhnliche Detailliebe und aufwendige Produktionsverfahren aus“. Seine „Typo-Bild-Collagen sind dagegen eher Avantgarde“ und sind, wie der Designer Kurt Weidemann meinte, „stilistisch in den Bereich David Carson und Neville Brody einzuordnen“. Typisch sind seine länglichen Bildschirmformate im Panoramastil.

## Typografie
Wolfgang Beinert ist seit 2002 Herausgeber des Typolexikon.de, ein Online-Fachlexikon zur westeuropäischen Typografie. Um 2004 entwickelte er mit der Beinert-Matrix ein Schriftklassifikationsmodell. Zu seinen Schriftentwürfen zählen die Beinert Geralde Caps und die MHB Antiqua.

## Grafische Ausstellungen
- ADC Street Gallery, New York
- ATypI, Leipzig
- Congress Center, Berlin
- DDD Gallery, Osaka
- Designweek Istanbul
- Design Zentrum Nordrhein-Westfalen
- drupa
- Frankfurter Buchmesse
- Ginza Graphic Gallery, Tokyo
- Goethe-Institut, ZV München
- Haus der Kulturen der Welt, Berlin
- Historisches Museum Saar
- Museum für Kunst und Gewerbe, Hamburg
- London Design Festival
- Parsons The New School for Design, New York
- Rat für Formgebung[2]

## Auszeichnungen
- American Institute of Graphic Arts
- American Center for Design
- Art Directors Club Deutschland
- Art Directors Club of New York
- Bankbericht des Jahres
- Berliner Type Gold
- Deutscher Preis für Graphik-Design (German Open)
- Deutscher Preis für Kommunikationsdesign
- Econ/Handelsblatt-Award für Unternehmenskommunikation
- Graphis Interactive Design New York
- ILFORD Photo
- Internationaler Corporate Design Preis
- Kodak-Award
- London International Advertising and Design Award
- manager magazin: Die besten Geschäftsberichte
- red dot design award best of the best
- Stiftung Buchkunst: Eines der schönsten Bücher Deutschlands
- Tokyo Type Directors Club
- Type Directors Club of New York[2][8]